# Lado Z (Zeca Baleiro)
Lado Z é o primeiro álbum da Série "Arquivo" do cantor e compositor brasileiro Zeca Baleiro. Nesta série, o cantor reúne gravações raras e dispersas de seu catálogo musical.
Neste CD, lançado em 2007 sob o selo MZA Music, estão reunidas canções gravadas por Zeca Baleiro durante os seus dez primeiros anos de carreira, e que foram lançadas na discografia de outros artistas/bandas.

## Faixas
| N.º            | Título                                                           | Compositor(es)                 | Duração |  |
| 1.             | "Eu, Você e a Praça"                                             | Odair José                     | 4:05    |  |
| 2.             | "Tristeza Pé no Chão"                                            | Armando Fernandes "Mamão"      | 3:24    |  |
| 3.             | "Uma Delicada Forma de Calor (Part. especial: Lobão)"            | Lobão                          | 4:03    |  |
| 4.             | "Na Subida do Morro (Part. especial: Jards Macalé)"              | Moreira da Silva/Ribeiro Cunha | 2:37    |  |
| 5.             | "Das Dores de Oratório"                                          | João Bosco                     | 4:32    |  |
| 6.             | "Salve a Mulatada Brasileira (Part. especial: Martinho da Vila)" | Martinho da Vila               | 4:33    |  |
| 7.             | "Não Tenho Tempo (Part. especial: Raimundo Fagner)"              | Zeca Baleiro                   | 3:46    |  |
| 8.             | "Menina Jesus"                                                   | Tom Zé                         | 4:04    |  |
| 9.             | "De Teresinha a São Luís (Part. especial: Tião Carvalho)"        | João do Vale/Helena Gonzaga    | 5:15    |  |
| 10.            | "Meu Coração Está de Luto"                                       | Waldick Soriano                | 4:24    |  |
| 11.            | "Roda Morta"                                                     | Sérgio Sampaio/Sérgio Natureza | 4:21    |  |
| 12.            | "Onde Andará Iolanda (Part. especial: Rolando Boldrin)"          | Rolando Boldrin                | 2:36    |  |
| 13.            | "Radiografia (Part. especial: Vanessa Bumagny)"                  | Vanessa Bumagny                | 3:33    |  |
| 14.            | "Forró no Malagueta (Part. especial: Forroçacana)"               |                                | 4:02    |  |
| 15.            | "Coro das Velhas (Bônus) (Part. especial: Sérgio Godinho)"       | Sérgio Godinho                 | 4:33    |  |
| Duração total: | Duração total:                                                   | Duração total:                 | 59:59   |  |